# Demián Rugna
Demián Rugna, né le 13 septembre 1979 à Buenos Aires, est un réalisateur argentin.

## Filmographie

### Comme réalisateur
- 2007 : La última entrada
- 2016 : No sabés con quién estás hablando
- 2017 : Aterrados
- 2022 : Satanic Hispanics - segment Yo también lo vi
- 2023 : When Evil Lurks

## Récompenses
- Fantastic Fest 2018 : meilleur film d'horreur pour Aterrados[1]
- Fangoria Chainsaw Awards 2019 : meilleur film en langue étrangère pour Aterrados[2]
- Festival international du film fantastique de Catalogne 2023 : meilleur film pour When Evil Lurks[3],[4]
- Festival international du film fantastique de Gérardmer 2024 : prix de la critique et prix du public pour When Evil Lurks[5]